# Феджет (Алба)
Феджет (рум. Făget) — село у повіті Алба в Румунії. Входить до складу комуни Валя-Лунге.
Село розташоване на відстані 243 км на північний захід від Бухареста, 45 км на схід від Алба-Юлії, 81 км на південний схід від Клуж-Напоки, 124 км на північний захід від Брашова.

## Населення
За даними перепису населення 2002 року у селі проживали 58 осіб, усі — румуни. Усі жителі села рідною мовою назвали румунську.